# Crupina vulgaris
Crupina vulgaris es una planta de la familia de las asteráceas.

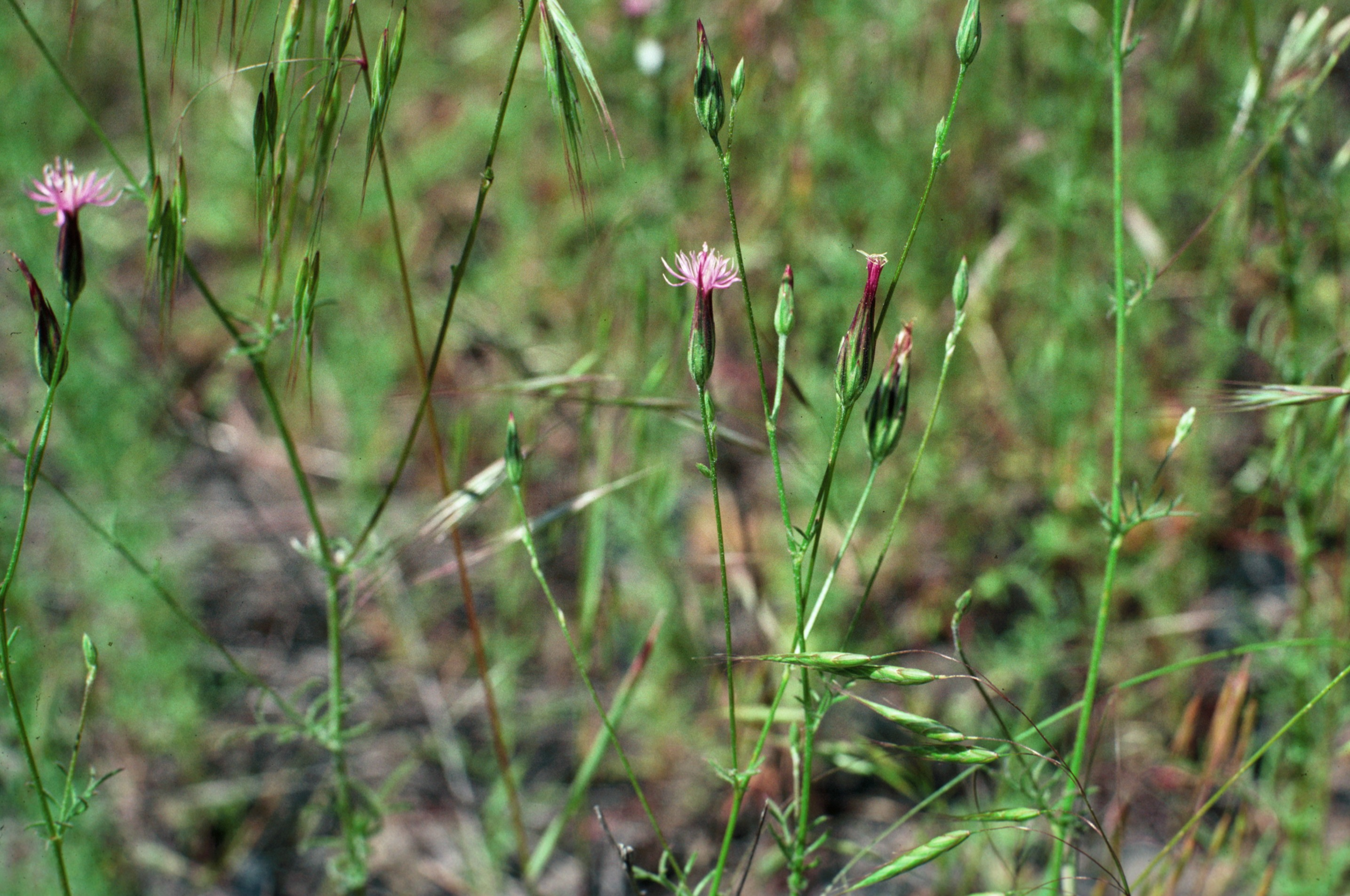
Vista general.

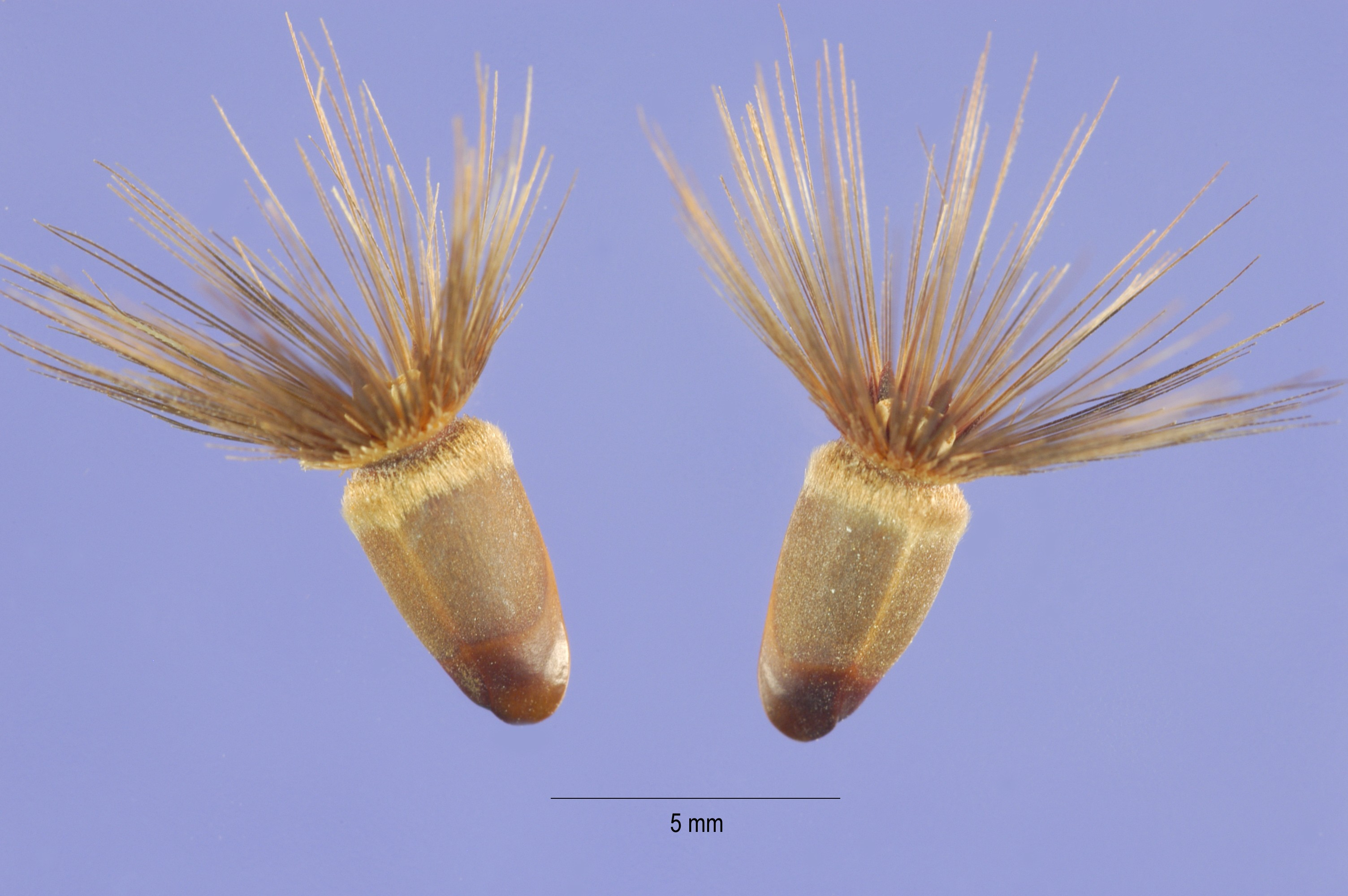
Cipselas sueltas.

## Descripción
Planta de tallos finos y gráciles, sin pelos, de 20-50 cm, ramificados, sobre todo superiormente; hojas divididas hasta el nervio en segmentos muy finos, casi como hilo, con dientecillos en los bordes. Flores en primavera y verano, compuestas, de color rosa, que sobresalen de un involucro, de forma casi elipsoidal, formado por numerosas brácteas verdes con franja central púrpura, sobre largos cabillos, al extremo de los tallos.

## Distribución y hábitat
Desde el Mediterráneo, excepto en Sicilia, Creta y la mayoría de las islas egeas y Chipre, hasta Asia templada y tropical, En España en Castilla y León. Crece en lugares herbosos secos y pedregosos. Introducida en Norteamérica donde está considerada como invasiva.

## Taxonomía
Crupina vulgaris fue descrita por Christiaan Hendrik Persoon en Alexandre Henri Gabriel de Cassini y publicado en Dictionnaire des Sciences Naturelles, [Second edition], 12, p. 68 en 1818.
Citología
Número de cromosomas de Crupina vulgaris (Fam. Compositae) y táxones infraespecíficos: 2n=30
Sinonimia
- Centaurea acuta Lam.
- Centaurea crupina L.
- Centaurea tenuifolia Salisb.
- Centaurea vulgaris Pers.
- Crupina acuta (Lam.) Fritsch ex Janch.
- Crupina alpestris Arv.-Touv.
- Crupina brachypappa Jord. & Fourr.
- Crupina crupina (L.) H.Karst.
- Crupina crupinastrum subsp. brachypappa (Jord. & Fourr.) Beauverd
- Crupina oligantha Tschern.
- Crupina pauciflora Hoffmanns. & Link
- Crupina pauciflora Kar. & Kir.
- Cyanus lanceolatus Moench
- Serratula crupina (L.) Vill.[7]

## Nombres comunes
- Castellano: cabezuela, cabezuela cana, cana, crupina.[8]